# Farenya
Farenya est un village dans la préfecture de Boffa , région de Boké , Guinée. Il est situé à 111 km au nord de Conakry . Il est situé sur le fleuve Pongo

## Histoire
Farenya a été fondée par Stiles Edward Lightbourn, un marchand d'esclaves des Bermudes et son épouse luso-africaine, Niara Bely . Ils avaient initialement vécu dans Bangalan à proximité et établi Farenya en 1809.

### Raid britannique en 1841
L'emplacement a été utilisé pour entreposer une variété de marchandises. En 1841, des bateaux de guerre de la corvette HMS Iris de l'escadron britannique d'Afrique de l'ouest attaquèrent Farenya et incendièrent les entrepôts et les marchandises qui s'y trouvaient.